# Szabó István (történész)
Szabó István (Debrecen, 1898. július 2. – Budapest, 1969. február 19.) posztumusz Széchenyi-díjas magyar történész, levéltáros, egyetemi tanár, a Magyar Tudományos Akadémia levelező tagja. A magyar agrár-, parasztság- és településtörténet jelentős kutatója. Kutatásaiban elsősorban a középkor és a kora újkor időszakát vizsgálta. Agrártörténeti munkássága iskolateremtő. 1949–1950-ben a Kossuth Lajos Tudományegyetem Bölcsészettudományi Kar dékánja. 1956-ban az Egyetemi Forradalmi Bizottság társelnöke.

## Életútja
Szabó István szappanos mester és Kertész Julianna fia, vallása református. Iskoláit szülővárosában végezte, majd az első világháború második felében az olasz fronton harcolt. 1921-en levéltárkezelői, 1925-ben pedig levéltári fogalmazói szakvizsgát tett. Ezenkívül 1923-ban államtudományi doktorátust szerzett a szegedi egyetemen, majd 1927-ben jogtudományi, 1928-ban pedig bölcsészdoktori címet. Egyetemi évei alatt a debreceni állampénztár ideiglenes díjnoka (1919–1920), illetve a debreceni levéltárban ideiglenes szakdíjnokként (1920–1924) dolgozott. 1924 és 1925 között a Debrecen című lap szerződéses újságírója és 1927-ig a Debreceni Újság segédszerkesztője volt. 1927-ben a debreceni egyetem történeti intézetében kapott tanársegédi állást, majd egy évre rá a Magyar Országos Levéltár munkatársaként (tisztviselőjeként) dolgozott 1943-ig. 1940-ben a budapesti egyetem magántanárrá avatta, ahol „A magyar nép története a XIV–XV. században” című tárgykört oktatta.
1943–ban visszatért Debrecenbe, ahol az egyetemen a magyar történelem nyilvános rendkívüli, majd 1944-ben nyilvános rendes tanár lett. Az egyetemi rendszer 1949–1950-es átalakítása után a magyar történelem tanszék vezetője lett egyetemi tanári beosztásban. Ezzel együtt az 1949/50-es tanévben az egyetem bölcsészettudományi karának dékánja is volt. Az 1956-os forradalom idején az egyetem forradalmi tanácsának társelnöke volt. Az egyetemen 1959-ig oktatott, majd Budapestre költözött és ott élt 1969-ben bekövetkezett haláláig.
1952-ben addigi tevékenységéért megkapta a történettudomány kandidátusa fokozatot, majd 1957-ben megvédte akadémiai doktori értekezését. A Magyar Tudományos Akadémia már 1941-ben levelező tagjává választotta, ám az akadémia 1949-es szocialista átalakítása után tanácskozó taggá minősítették vissza. Tagságát csak halála után, 1989-ben kapta vissza. 1936 és 1941 között a Levéltári Közlemények, 1960-ban pedig az Agrártörténeti tanulmányok szerkesztője volt.

## Munkássága
Fő kutatási területe a magyar agrártörténet, a településtörténet, a parasztság története, illetve a történeti demográfia. Ezeken a területeken iskolateremtő a munkássága.
Szabó nevéhez fűződik a középkori magyar mezőgazdaság fejlődését alapjaiban meghatározó tényezők vizsgálatának megkezdése, valamint a parasztság ún. „kapitalizmuskori” történetére vonatkozó kutatások kezdeményezése. A néprajzi források bevonását is fontosnak tartotta a történettudomány számára. A történeti szemléletű magyar néprajzi kutatásnak fontos forrásai azok a tanulmányai, amelyekben a parasztság újkori társadalmi szerkezetét, a tanyarendszer eredetét, a középkori településrendszer felbomlását, a Kárpát-medencei népességi viszonyok átalakulását és más aspektusait vizsgálta. Számos város, illetve megye történetéről írt tanulmányokat. Élete utolsó, Budapesten töltött éveiben is aktív volt, több könyvet adott ki, még halála után több évvel is jelentek meg munkái.

## Elismerései
- 1967 Akadémiai Díj
- Halála után, a rendszerváltást követően Széchenyi-díjat kapott a középkori és újkori agrártörténeti és parasztságtörténeti kutatásaiért.
- 1998-ban emlékkönyvet adtak ki a tiszteletére.

## Főbb munkái
- Debrecen 1848–49-ben (Debrecen, 1920)
- A debreceni tanyarendszer kialakulása (Debrecen, 1929)
- A magyar levéltárvédelem kérdése (1931)
- A debreceni uradalom a mohácsi vész korában (Debrecen, 1934)
- Ugocsa megye (1937, 2. kiad. 1994)
- A magyar parasztság története (1940)
- A magyarság életrajza (1941, németül 1944)
- Levéltári útmutató (1941)
- A jobbágy birtoklása az örökös jobbágyság korában (1947)
- A szabadságharc fővárosa Debrecen, 1849. január–május (társszerk., 1948)
- Tanulmányok a magyar parasztság történetéből (1948)
- Bács, Bodrog és Csongrád megye dézsmalajstromai 1522-ből (1954)
- Magyarország népessége az 1330. és 1526. évek között (1963)
- A parasztság Magyarországon, a kapitalizmus korában 1848–1914 (1965, 2. kiad. 1972)
- A falurendszer kialakulása Magyarországon (1966)
- A középkori magyar falu (1969)
- A magyar mezőgazdaság története a XIV. századtól az 1530-as évekig (1975)
- Agrárforradalom a Viharsarokban. 1945-1947; Akadémiai, Bp., 1976
- Jobbágyok-parasztok. Értekezések a magyar parasztság történetéből; sajtó alá rend., bev. Für Lajos; Akadémiai, Bp., 1976
- Népiségtörténeti tanulmányok; tan. Erős Vilmos; Lucidus, Bp., 2005 (Kisebbségkutatás könyvek)